# 王胤懋
王胤懋（17世紀—1644年），字有懷，北直隸順天府霸州人，明朝政治人物。

## 生平
王胤懋個性忠孝，侍奉繼母如生母，母親逝世時他自京歸家，跣足徒步哭聲不絕；天啟四年（1624年）中甲子科舉人，崇禎四年（1631年）成進士，獲授戶部主事，管理九門稅務以廉介知名，陞任太原知府，改任山西寧武兵備道副使。李自成攻陷太原，派使節遊說他投降，他斬殺對方並和總兵官周遇吉登城固守，用砲殺不少賊人，城陷後自縊而死，妾楊氏也投井自殺，清朝乾隆四十一年（1776年）賜諡烈愍，墓於霸縣城東二里王鐵臉莊北。

## 引用
1. ↑  《崇祯四年辛未科三百五十名进士履历》：王胤懋，有懷，礼记，壬寅十月二十六日生。霸州籍山东樂安人，甲子八十名，會九十一，二甲二名，授户部浙江司主事，管崇文税课，癸酉升湖广司主事，丁忧。丙子升山东司员外、浙江司郎中、太原知府。曾祖宿。祖剛。父大用。
2. 1 2  民國《霸縣新志·卷五·人物》：……歷代選舉表 進士……明……王胤懋 崇禎辛未 戶部主事，管理九門稅務，陞山西太原知府，寧武兵備道……舉人……明……王胤懋 天啟甲子 見進士……王胤懋，字有懷，霸縣人，崇禎進士。忠孝性成，事繼母如生母故，胤懋自京歸家，跣足徒步哀不絕聲；任戶部主政，掌九門稅務以廉介稱，陞太原知府，遷寧武兵備副使。李自成陷太原，遣使說降，胤懋斬之，與總兵官周遇吉登陴固守，礮擊賊無算，城陷自縊死，妾楊氏投井死。乾隆四十一年賜諡烈愍，其墓在城東二里王鐵臉莊北。